# Миллер, Пётр Николаевич
Пётр Николаевич Миллер (1867—1943) — московский краевед, хранитель музея «Старая Москва», заведующий Обществом изучения памятников Подмосковья.

## Биография
Родился в Саратове 16 (29) ноября 1867. Происходил из обрусевшей немецкой семьи, дворянин Саратовской губернии.
Окончил Второй Московский кадетский корпус (1886), 3-е военное Александровское училище (1888). Выпущен подпоручиком в Осовецкую крепостную артиллерию. Был учителем крепостной учебной команды, младшим ротным офицером. 15 мая 1891 года зачислен в запас полевой пешей артиллерии.
В 1891 году поступил в Иностранную экспедицию Московского почтамта — служил в цензуре иностранных газет и журналов; с 1901 года — главный экспедитор газеты «Русское слово». С 1904 года публиковал статьи по краеведческой тематике в газетах и журналах «Русские ведомости», «Русское слово», «Путь» и др.
Во время революции 1905—1907 годов был один из организаторов забастовочного и профсоюзного движения среди почтово-телеграфных служащих: выбран председателем Московского комитета Всероссийского почтово-телеграфного союза, затем — членом Всероссийского почтово-телеграфного союза. Арестован в 1906 году и приговорён к двум годам заключения. После освобождения «на поруки» продолжал революционную деятельность; снова был арестован осенью 1906 года, в 1907 году вышел на свободу, но вновь арестован и отбывал заключение в Бутырской тюрьме (1910—1912), где занимался историей Москвы: 26 мая 1910 года он просил начальника тюрьмы предоставить ему карандаш с резинкой, линейку и угольник для «вычерчивания атласа сгоревшей в 1812 году Москвы. Необходимость резинки, в виде хотя бы набалдашника к карандашу, мною настолько ощутительна, что неразрешение Ваше ея лишит меня возможности произвести задуманную мною историческую работу». В 1917 году состоял членом Партии народных социалистов.
Член Московского археологического общества, Комиссии по изучению старой Москвы (с 1909). С 1919 года по 1929 год — хранитель музея «Старая Москва», ставшего в 1929 году отделом Государственного Исторического музея. Способствовал сохранению исторических кладбищ, охране памятников истории и культуры Москвы. Работал в Наркомате просвещения; в 1918—1923 годы состоял учёным секретарем комиссии «Старая Москва», а в 1923—1929 годы был её председателем. В начале 1920-х годов был заведующим почтовой экспедиции газеты «Известия ЦИК».
Неоднократно подвергался арестам: 26 августа 1920 года арестован, приговорён 8 сентября к заключению в концлагерь на 6 месяцев, но 17 сентября по ходатайству был освобождён. Работал в Музейном отделе Моссовета, в период 1924—1926 годов — научный сотрудник Коммунального музея (1924—1926) и экскурсовод-лектор Академии Коммунистического воспитания. В 1924 году был председателем комиссии по переименованию улиц при Отделе благоустройства Московского коммунального хозяйства. Заведовал Обществом изучения памятников Подмосковья.
С 1930 года проживал в Ясной Поляне. В этом же году был арестован, приговорен к 3 годам ссылки и отправлен в Пермь. В 1933 году освобождён из ссылки, вернулся в Москву; возглавил историко-архивную бригаду по строительству московского метрополитена. В октябре 1935 года арестован и заключен в Бутырскую тюрьму. 28 декабря 1936 года был отправлен в ссылку из которой вернулся в 1939 году — в Москву; работал учёным секретарём в Комитете истории Москвы при Институте Истории Академии наук СССР.
В 1942 году стал инициатором создания летописи Великой Отечественной войны для чего в Академии наук была создана соответствующая комиссия.
Умер 23 января 1943 года в Москве. Похоронен на Новодевичьем кладбище рядом с Н. П. Чулковым. В конце 1950-х годов стараниями М. Ю. Барановской, В. В. Сорокина и Л. А. Ястржембского было принято решение Моссовета об установлении над могилами Чулкова и Миллера новых памятников, которые и дошли до настоящего времени.

## Сочинения
- Происхождение названий улиц, переулков, площадей Москвы / П. Н. Миллер и П. В. Сытин. — М.: Московский рабочий, 1938. — 103 с.
- Пушкинская Москва. Путеводитель / Левинсон Н. Р., Миллер П. Н., Чулков Н. П. — М. : Московский рабочий, 1937. — 10 000 экз. — 224 с.